# العشاء الأخير (داماسكينوس)
العشاء الأخير (بالإنجليزية: The Last Supper) هي لوحة تمبرا على خشب للرسام اليوناني ميخائيل داماسكينوس. أُنتِجت في أواخر القرن السادس عشر، وتُعد من أبرز أعماله في الحركة الفنية المعروفة باسم "المدرسة الكريتية"، التي تمزج بين التأثيرات البيزنطية والإيطالية.
ورغم اختلاف الأسلوب الفني بين داماسكينوس وليوناردو دا فينشي، فإن الموضوع في العملين يتشابه في عناصره، وتضم لوحة داماسكينوس شخصية أنثوية المظهر شبيهة بيوحنا الرسول في لوحة العشاء الأخير لليوناردو.

## الوصف الفني
تبلغ أبعاد اللوحة نحو 109 × 84 × 2.8 سم، واستخدم فيها الرسام تقنية التمبرا على الخشب. يحتل المسيح مركز المشهد، وفوقه أربعة ملائكة يحملون صليبًا، مع نقش يوناني يقرأ: «Ο ΔΕΙΠΝΟ Ο ΜΥΣΤΚΟ» (العشاء السري). يجلس حول الطاولة اثنا عشر رسولًا، بينهم بطرس إلى يسار المسيح، ويهوذا منحنياً بجواره في وضع يوحي بالذنب.
يُظهر المشهد تفاصيل غنية، منها الأواني الفضية، والخبز، ودجاجة مشوية، وعناصر زخرفية على مفرش الطاولة تحمل رموزًا من التراث المينوي في كريت. كما يظهر تحت الطاولة كلب، وهو عنصر يتكرر في لوحة داماسكينوس «عرس قانا». ويبدو المشهد في فناء خارجي محاط بأعمدة دورية الطراز.

## السياق التاريخي
أُنتِجت اللوحة خلال فترة ازدهار المدرسة الكريتية، وهي حركة فنية نشأت في كريت تحت الحكم البندقي، وامتازت بالدمج بين التقاليد البيزنطية والعناصر الغربية لعصر النهضة. داماسكينوس كان من أبرز روادها، وتأثر بأسلوب تيتيان وتينتوريتو خلال إقامته في البندقية، مع احتفاظه بالإطار الأيقوني البيزنطي.

## الحالة والصيانة
ظلت اللوحة محفوظة في بيئة رهبانية مستقرة في دير أغيا إيكاتيريني، مما ساهم في بقائها بحالة جيدة نسبيًا. أُجريت لها أعمال ترميم في النصف الثاني من القرن العشرين شملت تنظيف السطح وإصلاح الشقوق الصغيرة. كما كشفت الفحوصات بالأشعة تحت الحمراء عن تعديلات طفيفة في ترتيب الشخصيات، ما يعكس أسلوب العمل الديناميكي للفنان.